# Pontcharra-sur-Turdine
Pontcharra-sur-Turdine är en kommun i departementet Rhône i regionen Auvergne-Rhône-Alpes i östra Frankrike. Kommunen ligger i kantonen Tarare som tillhör arrondissementet Villefranche-sur-Saône. År 2018 hade Pontcharra-sur-Turdine 2 764 invånare.

## Befolkningsutveckling
Antalet invånare i kommunen Pontcharra-sur-Turdine
| Referens: INSEE |